# KCNG2
KCNG2 (англ. Potassium voltage-gated channel modifier subfamily G member 2) – білок, який кодується однойменним геном, розташованим у людей на короткому плечі 18-ї хромосоми. Довжина поліпептидного ланцюга білка становить 466 амінокислот, а молекулярна маса — 51 240.
| 10         |  | 20         |  | 30         |  | 40         |  | 50         |
| ---------- |  | ---------- |  | ---------- |  | ---------- |  | ---------- |
| MEPWPCSPGG |  | GGGTRARHVI |  | INVGGCRVRL |  | AWAALARCPL |  | ARLERLRACR |
| GHDDLLRVCD |  | DYDVSRDEFF |  | FDRSPCAFRA |  | IVALLRAGKL |  | RLLRGPCALA |
| FRDELAYWGI |  | DEARLERCCL |  | RRLRRREEEA |  | AEARAGPTER |  | GAQGSPARAL |
| GPRGRLQRGR |  | RRLRDVVDNP |  | HSGLAGKLFA |  | CVSVSFVAVT |  | AVGLCLSTMP |
| DIRAEEERGE |  | CSPKCRSLFV |  | LETVCVAWFS |  | FEFLLRSLQA |  | ESKCAFLRAP |
| LNIIDILALL |  | PFYVSLLLGL |  | AAGPGGTKLL |  | ERAGLVLRLL |  | RALRVLYVMR |
| LARHSLGLRS |  | LGLTMRRCAR |  | EFGLLLLFLC |  | VAMALFAPLV |  | HLAERELGAR |
| RDFSSVPASY |  | WWAVISMTTV |  | GYGDMVPRSL |  | PGQVVALSSI |  | LSGILLMAFP |
| VTSIFHTFSR |  | SYSELKEQQQ |  | RAASPEPALQ |  | EDSTHSATAT |  | EDSSQGPDSA |
| GLADDSADAL |  | WVRAGR     |  |            |  |            |  |            |

A: Аланін

C: Цистеїн

D: Аспарагінова кислота

E: Глутамінова кислота

F: Фенілаланін

G: Гліцин

H: Гістидин

I: Ізолейцин

K: Лізин

L: Лейцин

M: Метіонін

N: Аспарагін

P: Пролін

Q: Глутамін

R: Аргінін

S: Серин

T: Треонін

V: Валін

W: Триптофан

Кодований геном білок за функціями належить до іонних каналів, потенціалзалежних каналів. 
Задіяний у таких біологічних процесах, як транспорт іонів, транспорт, транспорт калію. 
Білок має сайт для зв'язування з калію. 
Локалізований у мембрані.